# Angerona clercata
Angerona clercata är en fjärilsart som beskrevs av Fettig 1897. Angerona clercata ingår i släktet Angerona och familjen mätare. Inga underarter finns listade i Catalogue of Life.